# Willie O'Dea
Willie O'Dea (Liam Ó Deaghaidh) född 27 november 1952, är en irländsk politiker (Fianna Fáil). Han innehade försvarsministerposten från 2004 till 2010 då han avgick. Han var under 1990-talet minister (Minister of State (iriska: Aire Stáit), ej att förväxla med statsminister) på försvarsdepartementet och utbildningsdepartementet. O'Dea kommer från östra Limerick där han i en rad parlamentsval fått 15-40% av rösterna.
Han utbildades av Patrician Brothers College, County Laois; University College Dublin; King's Inns och The Institute of Certified Accountants.
Det har hävdats att han inte glorifierar våld och skjutvapen .